# رن لستر
رن لستر (انگلیسی: Ron Lester؛ زادهٔ ۴ اوت ۱۹۷۰-درگذشتهٔ ۱۷ ژوئن ۲۰۱۶) یک هنرپیشه اهل ایالات متحده آمریکا بود. وی بین سال‌های ۱۹۹۷ تا ۲۰۱۶ میلادی فعالیت می‌کرد.

## گزیده فیلمشناسی
از فیلم‌ها یا برنامه‌های تلویزیونی که وی در آن نقش داشته‌است می‌توان به آثار زیر اشاره کرد.
- برگر خوب (۱۹۹۷)
- تیم اول دانشکده بلوز (فیلم) (۱۹۹۹)
- سی‌اس‌آی: نیویورک (۲۰۰۵)